# Raivydas Stanys
Raivydas Stanys, född den 3 februari 1987, är en litauisk friidrottare som tävlar i höjdhopp.

## Personliga rekord
- Höjdhopp utomhus - 2,31 meter (29 juni 2012 i Helsingfors)
- Höjdhopp inomhus - 2,25 meter (20 februari 2009 i Kaunas)